# Убийство Шэрон Тейт
Убийство Шэрон Тейт — массовое убийство пяти человек, совершенное сектой «Семья Мэнсона» с 8 на 9 августа 1969 года. Четыре члена «семьи» вторглись в дом, арендованный супружеской парой знаменитостей, актрисы Шэрон Тейт и режиссёра Романа Полански по адресу Сьело-драйв, 10050 в Лос-Анджелесе. Они убили Тейт, находившуюся на 9 месяце беременности, вместе с тремя её друзьями, бывшими в то время в гостях, и 18-летнего посетителя. Полански не было в доме, так как он работал над фильмом в Европе.
Убийства были совершены Тексом Уотсоном, Сьюзан Аткинс и Патрицией Кренуинкел по требованию Чарльза Мэнсона. Уотсон отвез Аткинс, Кренуинкел и Линду Касабиан c Ранчо Спана к резиденции на Сьело-драйв. Мэнсон, будущий музыкант, ранее пытался заключить контракт на запись с продюсером Терри Мелчером, который был предыдущим арендатором (с мая 1966 года по январь 1969 года) дома совместно с музыкантом Марком Линдси и тогдашней подругой Мелчера, актрисой Кэндис Берген. Мелчер не удовлетворил просьбы Мэнсона, оставив того крайне недовольным.

## Убийство
Ночью 8 августа 1969 года Текс Уотсон отвёз Сьюзан Аткинс, Линду Касабиан и Патрисию Кренуинкел в «дом, где раньше жил Мелчер», так как Мэнсон приказал ему, «полностью уничтожить всех [в доме], настолько жестоко, насколько это возможно». :463–468 Мэнсон велел женщинам слушаться Уотсона :176–184, 258–269 Кренуинкел была одним из первых членов семьи и, как утверждается, была подобрана Деннисом Уилсоном из Beach Boys во время автостопа:250–253.
Тем вечером по адресу Сьело-драйв, 10050 находились: киноактриса и фотомодель Шэрон Тейт — беременная жена режиссёра Романа Полански; её друг и бывший любовник Джей Себринг — известный парикмахер; друг Полански и начинающий сценарист Войцех Фриковски; и любовница Фриковски — Эбигейл Фолджер, наследница Folgers и дочь Питера Фолджера. Никто из них не был знаком последователям Мэнсона :28–38. Полански в Европе работал над кинопроектом; Тейт сопровождала его, но вернулась домой тремя неделями ранее. Музыкальный продюсер Куинси Джонс, друг Себринга, планировал присоединиться к нему вечером, но не пришёл. Себринг пригласил Стива МакКуина на вечеринку в доме Тейт в ту ночь; по словам Маккуина, он пригласил девушку, но вместо этого она предложила провести ночь вдвоем.
Когда группа прибыла к входу в дом, Уотсон, который до этого уже бывал там, забрался на телефонный столб возле входных ворот и перерезал телефонную линию.
Группа поставила свою машину на склон холма, который вёл к усадьбе, припарковалась и пошла обратно к дому. Думая, что ворота могут быть электрифицированы или оснащены сигнализацией, они перебрались через насыпь справа от ворот и вошли на территорию :176–184.
В тот момент они увидели автомобильные фары за углом. Уотсон повелел женщинам спрятаться в кустах. Он вышел и приказал приближающемуся водителю остановиться. Восемнадцатилетний студент Стивен Пэрент навещал временно проживающего в гостевом доме Уильяма Гарретсона. Когда Уотсон нацелил револьвер .22 калибра на Пэрента, испуганный юноша умолял Уотсона не убивать его, утверждая, что он ничего не скажет. Уотсон бросился на Пэрента с ножом, нанеся ему рану на ладони (порезав сухожилия и ремешок часов), затем четыре раза выстрелил ему в грудь и живот, убив его. Уотсон приказал женщинам помочь продвинуть машину дальше по дороге :22–25.
Пройдя через лужайку перед домом и указав Касабиан найти открытое окно в основном помещении, Уотсон срезал стекло с окна. Уотсон сказал Касабиан присматривать за воротами; она подошла к AMC Ambassador Пэрента и стала ждать :258–269 :176–184. Уотсон снял стекло, вошёл через окно и впустил Аткинс и Кренуинкел через входную дверь :176–184.
От шепота Уотсона проснулся Фриковски, спавший на диване в гостиной; Уотсон ударил его ногой по голове. Когда Фриковски спросил его, кто он такой и что он здесь делает, Уотсон ответил: «Я дьявол, и я выполняю дьявольскую работу» :176–184.
По указанию Уотсона Аткинс нашла трёх других посетителей дома и, с помощью Кренуинкел :176–184, 297–300 , заставила их пройти в гостиную. Уотсон начал связывать Тейт и Себринга шея к шее верёвкой, которую он принёс и перекинул через потолочную балку в гостиной. Протест Себринга — уже второй — насчет грубого обращения с беременной Тейт побудил Уотсона выстрелить в него. Фолджер отвели обратно в её спальню за сумочкой, из которой она дала злоумышленникам 70 долларов. После этого Уотсон семь раз ударил стонущего Себринга ножом :28–38.
Руки Фриковски были связаны полотенцем. Освободившись, Фриковски начал бороться с Аткинс, в это время ударившей его по ногам ножом, с которым она его охраняла. Пока он пробивался к парадной двери, Уотсон догнал Фриковски, несколько раз ударил его пистолетом по голове, несколько раз ударил его ножом и дважды выстрелил.
Примерно в это же время Касабиан ушла с дороги из-за «ужасающих звуков». Она подошла к двери. В тщетной попытке остановить бойню, она солгала Аткинс, что кто-то идёт :258–269.
Внутри дома Фолджер вырвалась от Кренуинкел и выбежала через дверь спальни к бассейну :341–344, 356–361. Фолджер убегала от Кренуинкел, но та поймала её на передней лужайке, ударила ножом и повалила на землю. Она была убита Уотсоном, нанёсшим ей 28 ударов ножом :28–38. Пока Фриковски боролся на лужайке, Уотсон прикончил его градом ударов. Фриковски было нанесено в общей сложности 51 колотое ранение :28–38, 258–269.
В доме Тейт умоляла продлить ей жизнь хотя бы до родов, и предложила себя в качестве заложницы в попытке спасти жизнь внутри неё. В этот момент либо Аткинс, либо Уотсон, либо оба убили Тэйт, ранив её 16 раз :28–38. Позднее Уотсон писал, что когда её убивали, Тейт кричала: «Мама… мама…».
Ранее, когда четверо членов Семьи собирались на дело, Мэнсон сказал женщинам «оставить знак… что-то колдовское». Используя полотенце, ранее связывавшее руки Фриковски, Аткинс написала «свинья» на входной двери дома кровью Тейт. По дороге домой убийцы переоделись в чистую одежду, а окровавленную вместе с оружием выбросили в холмах :84–90, 176–184.

## Расследование и суд
Арест Чарльз Мэнсон и его «Семьи» произошёл в октябре 1969 года после случайного ареста за угоны автомобилей.
В декабре 1969 года последователи начали давать признательные показания, и следствие установило их связь с убийством Шэрон Тейт.
В первоначальных признаниях её сокамерникам в Институте Сибил Брэнд Аткинс заявила, что она убила Тейт :84–90. В более поздних заявлениях своему адвокату, прокурору Винсенту Бульози и перед большим жюри Аткинс говорила, что Тейт была зарезана Тексом Уотсоном:163–74, 176–84.
В автобиографии 1978 года Уотсон сказал, что он зарезал Тейт и что Аткинс не трогала её. Поскольку он знал, что прокурор, Бульози и присяжные, которые судили других обвиняемых по делу Тейт и ЛаБьянка, были убеждены, что Аткинс нанесла удар Тейт, он дал ложные показания, что не бил её.
За это и другие убийства Мэнсон и все члены его «Семьи» получили пожизненное заключение.

## В массовой культуре
- Так сказал Чарли / Charlie Says
- «Хелтер Скелтер» — телефильм 2004 года, снятый по книге юриста Винсента Буглиози, выступавшего на стороне обвинения в деле Мэнсона; Чарли здесь играет Джереми Дэвис.
- «Водолей» — сериал с Дэвидом Духовны в роли полицейского детектива, который в 1967 году, занимаясь поисками пропавшей девушки, выходит на Чарльза Мэнсона;
- «Я стреляла в Энди Уорхола» — дебютный фильм Мэри Хэррон и ещё одно путешествие в конец 60-х.
- «Призраки Шэрон Тейт» — режиссёр Дэниэл Фаррандс, 2019.
- «Однажды в… Голливуде» — фильм Квентина Тарантино 2019 года (с Марго Робби в роли Тейт), в котором показывается альтернативная версия событий и убийство не происходит.
- Роман Джо Хилла «Страна Рождества» — маньяк-убийца Чарли Мэнкс похищает детей (не имеет общего с историей массового убийства)[7].
- В байопике «Элвис» упоминаются события 1969 года. Элвис Пресли смотрит новости об этих событиях, а его менеджер Том Паркер читает новости о смерти Шэрон Тейт, и говорит что была милой девушкой, и поэтому нужна охрана таким известным людям как Элвис.